# Dortmunder Actien Brauerei
DAB (Dortmunder Actien Brauerei) (нем.) — немецкий пивоваренный завод в городе Дортмунд, основанный в 1868 году бизнесменами Лауренцем Фишером, Генрихом и Фридрихом Маурицем вместе с мастером-пивоваром Генрихом Херберцем.

## История
В 1868 предприниматели Лауренц Фишер, и братья Генрих и Фридрих Мауриц вместе с мастером-пивоваром Генрихом Херберцем основывают самую современную, в то время, паровую пивоварню под названием Bier-Brauerei Herberz & Cie («Бир-Брауэрай Херберц унд Ци»). В 1872 пивоварня расширяется, и в ней появляется своя солодовня. Предприятие становится акционерной компанией под названием Dortmunder Actien-Brauerei vormals Herberz & Co («Дортмундер Акциен-Брауэрай формальс Херберц унд Ко»).
В 1879 DAB, разлитое в бочонки, выходит на экспортные рынки. Экспортируется в Африку, Индию, Японию и Австралию.
В 1881 устанавливается холодильная машина, разработанная профессором Карлом фон Линде. В погребе пивоварни поддерживается низкая температура. С этого момента начинается производство пива низового брожения. К 1885 годовой объём производства превышает 100 000 гектолитров.
В 1900 Пиво «Dortmunder» («Дортмундер») пивоварни DAB получает золотую медаль на Всемирной выставке 1900 года в Париже.
В 1913 году за особые достижения в пивоварении пивоварне DAB на выставке-ярмарке в Дюссельдорфе вручен Королевский Орден Пруссии — высшая государственная награда того времени.
В период первой мировой войны большая часть работников пивоварни призваны на военную службу. Из-за низких квот на солодовый ячмень ухудшается качество пива. Гражданские лица имеют право получать пиво только в том случае, если работают в отраслях промышленности, важных для военно-экономической деятельности. Производство пива, объём которого в 1913 достиг величины в 250 000 гектолитров, резко падает. К 1930 после нескольких лет экономической рецессии денежная реформа приводит к окончанию одного из тяжелейших периодов в истории экономики Германии середины 20-х годов XX века. К 1930 году объём производства пивоварни DAB достигает около 770 000 гектолитров.
В ходе Второй мировой войны Дортмунд — центр немецкой угольной промышленности Германии, практически полностью разрушен. В 1949 построена новая пивоварня DAB. В 1959 спустя 10 лет после завершения строительства нового пивоваренного завода DAB становится второй пивоварней в Германии, которая празднует достижение объёма производства равного 1 миллиону гектолитров пива в год. В 1971 DAB приобретает контрольный пакет акций дортмунской компании Hansa-Brauerei («Ханза-Брауэрай»). В 1983 после трёх лет строительства в эксплуатацию вводится новая пивоварня, расположенная на 100 000 кв.м. территории бывшей пивоварни «Ханза». Новый пивоваренный завод становится одним из самых технологически совершенных в Европе. В 1984 году DAB является крупнейшей пивоварней Рурской области, на которой производится 2,8 миллионов гектолитров пива в год. Компания Binding-Brauerei AG («Биндинг-Брауэрай АГ») приобретает акции пивоварни DAB у компании Dr. August Oetker KG («Доктор Аугуст Откер КГ») со вступлением в силу с 30 сентября 1991.